# Paul Langen
Paul Langen (* 12. Januar 1893 in Köln-Nippes; † 16. März 1945 in Siegburg) war ein deutscher Gegner des Nationalsozialismus. Als Hauptlehrer (Rektor) der katholischen Grundschule in Holzlar sprach er sich gegenüber Schülern, Eltern und Kollegen gegen die nationalsozialistische Propaganda aus. Er wurde 1943 von der Gestapo verhaftet und starb 1945 im Zuchthaus von Siegburg.

## Leben

### Kindheit und Ausbildung
Paul Langen wurde am 12. Januar 1893 als Sohn des Eisendrehers Johann Langen und dessen Frau Christine Elisabeth in Köln-Nippes geboren. Er war das jüngste der fünf Kinder der Arbeiterfamilie. Das Realgymnasium in Köln-Nippes konnte er besuchen, „weil seine Eltern sich das Schulgeld vom Munde absparten und er selbst früh durch Nachhilfeunterricht dazu beitrug“. Von seinen Lehrern wurde der junge Paul Langen als „guter, aber auch schwieriger“ Schüler beschrieben. 1913 absolvierte er seine Schullaufbahn mit dem Abitur. Von 1913 bis 1914 besuchte er eine Handelsschule in Köln und studierte Staatswissenschaften an der Universität Bonn.

### Erster Weltkrieg und Lehrerberuf
Als im August 1914 der Erste Weltkrieg ausbrach, meldete er sich freiwillig und diente im Garde-Pionier-Bataillon in Berlin. 1918 wurde er als „Kriegsbeschädigter infolge Typhus und Malaria“ aus dem Dienst entlassen.
Nach Kriegsende studierte Langen Philosophie und Geschichte an den Universitäten Bonn und Frankfurt. Gleichzeitig nahm er an einem Lehrerseminar in Wipperfürth teil. Als ihm im Juni 1920 eine Stelle als Lehrer in Hetzenholz bei Much angeboten wurde, brach er sein Universitätsstudium ab und widmete sich seinem Beruf. 1922 heiratete er Clara Müller aus Siegburg, mit der er bis zu ihrem Tod im Jahr 1942 verheiratet war. Aus dieser Ehe gingen drei Kinder hervor. 1923 schloss Langen seine Ausbildung als Lehrer mit dem Bestehen der 2. Lehrerprüfung ab.
Langens Erkrankungen während des Ersten Weltkrieges beeinträchtigten sein Wohlbefinden. In Hetzenholz geriet er in Konflikte mit dem Bürgermeister von Much und mit dem Schulrat in Wipperfürth. Wegen angeblich unhaltbar gewordener Zustände in Hetzenholz wurde er zum 1. Oktober 1928 an die einklassige Schule in Wegescheid (Kreis Gummersbach) versetzt.

### Hauptlehrer in Holzlar
1931 wurde Langen rehabilitiert und durfte sich eine andere Schule wählen. So kam er als Hauptlehrer (Rektor) an die katholische Volksschule in Holzlar bei Bonn und bezog mit seiner Frau und den drei Kindern die dortige Lehrerwohnung über den Schulräumen. In Holzlar engagierte er sich vielfältig im Gemeindeleben des Ortes. Im 1931 gegründeten Bürgerverein nahm er die Funktion des Schriftführers wahr; 1934 wurde er Gründungsmitglied der Freiwilligen Feuerwehr Holzlar und bei Martinszügen spielte er für mehrere Jahre die Rolle des St. Martin. Seine Schüler unterstützte er auch außerhalb des regulären Unterrichts durch Nachhilfe, Musikstunden und Schwimmunterricht.

### Zeit des Nationalsozialismus
Einem Bericht seiner Tochter Hiltigunt Langen zufolge waren Paul Langen und seine Frau die einzigen Bürger Holzlars, die bei der Reichstagswahl 1933 nicht die NSDAP wählten, was eine allgemein bekannte Tatsache war. Sie berichtet weiter, dass einige Tage später zwei SA-Männer auf dem Schulhof erschienen, „um ihn zu bestrafen“. Langen jedoch, der 1,93 m groß und aktiver Leichtathlet war, „warf sie kurzerhand über den Gartenzaun“ und „wurde danach nicht mehr handgreiflich belästigt“.
Langen trat im Mai 1933 der NSDAP bei, ein Schritt, ohne den es ihm unter Umständen nicht möglich gewesen wäre, weiterhin den Lehrerberuf auszuüben, da nach § 4 des im April 1933 verabschiedeten Gesetzes zur Wiederherstellung des Berufsbeamtentums „Beamte, die nach ihrer bisherigen politischen Betätigung nicht die Gewähr dafür bieten, daß sie jederzeit rückhaltlos für den nationalen Staat eintreten, […] aus dem Dienst entlassen werden [können]“. In einem nach dem Ende des Dritten Reiches von der katholischen Grundschule Holzlar zusammengestellten Bericht über Paul Langen wurde bemerkt, dass er nur „gezwungenermaßen Parteimitglied geworden war“.
Ungeachtet seiner Mitgliedschaft in der NSDAP trat Paul Langen jedoch den Nationalsozialisten und deren Propaganda vielfach entgegen. Mit seinen Schülern hörte er im Radio Feindsender, und viele seiner ehemaligen Schüler erinnern sich, dass er sich im Gespräch mit ihren Eltern gegen den Nationalsozialismus und die Fortführung des Zweiten Weltkrieges aussprach und dass er die Nationalsozialisten öffentlich als „Verbrecher“ bezeichnete.
Dem Bericht der katholischen Grundschule Holzlar über Paul Langen zufolge war er seinen Kollegen „als entschiedenster aktiver Gegner des Nationalsozialismus bekannt“, der „bei jeder Gelegenheit seiner ablehnenden Stellungnahme [gegenüber dem Nationalsozialismus] Ausdruck gab“. Langens unmittelbarer Nachfolger als Hauptlehrer, Erwin Zimmermann, gab am 19. Januar 1944 gegenüber den nationalsozialistischen Behörden zu Protokoll, dass „aus [Langens] Äußerungen zu entnehmen [war], dass er eine Kontrastellung gegen den heutigen Staat einnimmt“.

### Verhaftung und Tod
Während eines Besuchs bei seiner Tochter Hiltigunt im Arbeitsdienstlager Houverath bei Euskirchen im Jahr 1943 äußerte Langen ihr und einigen anderen Mädchen gegenüber seine Auffassung, „dass eine siegreiche Beendigung des Krieges für Deutschland völlig unmöglich sei“. Eines der Mädchen berichtete der Lagerleiterin von diesen Äußerungen, welche daraufhin Anzeige erstatte. Im Zuge der folgenden Ermittlungen wurde festgestellt, dass Langen „überall gegen den Nationalsozialismus redete“ und „die Maßnahmen der nationalsozialistischen Regierung in schärfster Form kritisierte“.
Langen wurde am 17. Dezember 1943 von der Gestapo verhaftet, zum Verhör in das Gestapogefängnis von Köln gebracht und dort gefoltert. Wenige Tage später wurde er in das Kölner Gefängnis verlegt. Da dieses jedoch infolge der Bombardierung Kölns durch die Alliierten 1944 stark beschädigt wurde, wurde Langen zusammen mit anderen Gefangenen in das Zuchthaus in Siegburg verlegt. Angeklagt wegen Wehrkraftzersetzung entging er so zwar einem Gerichtsverfahren, bei dem ihm das Todesurteil gedroht hätte. Aufgrund der Haftbedingungen erkrankte er jedoch an Fleckfieber („Flecktyphus“) und erlag der Erkrankung am 16. März 1945.

## Vermächtnis

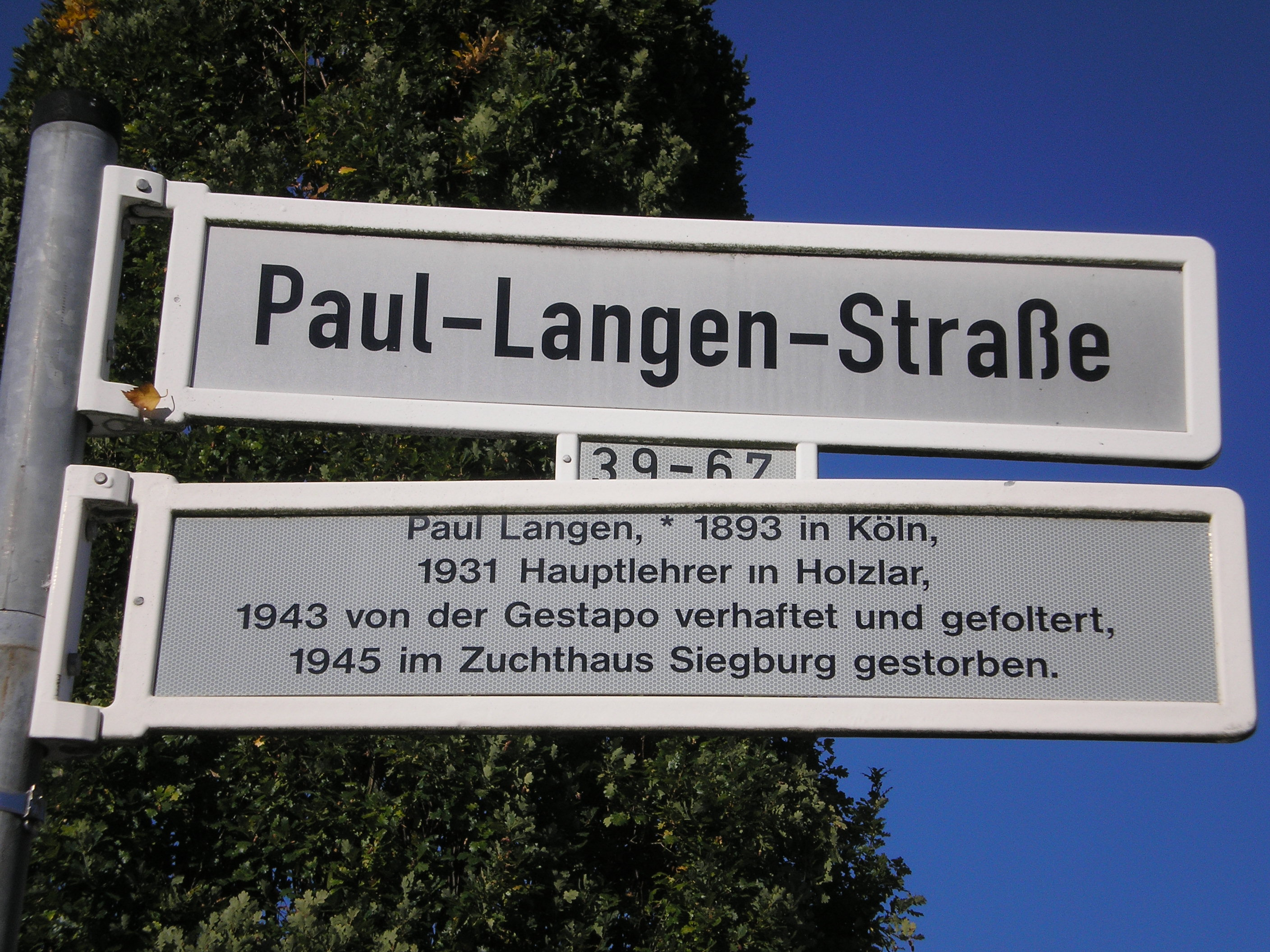
Straßenschild der Paul-Langen-Straße in Holzlar

Bereits im Jahr 1954 wurde zum Gedächtnis an Paul Langen eine Straße in Holzlar nach ihm benannt, ursprünglich als Langenstraße. Im Jahr 1962 wurde der Name zu der heutigen Form Paul-Langen-Straße erweitert, und durch eine Initiative des Holzlarer Bürgervereins zur 600-Jahr-Feier des Ortsteils im Jahr 1994 wurden die Straßenschilder um Informationstafeln ergänzt.
Der in Holzlar wohnhafte Sinologe Wolfgang Kubin widmete Paul Langen sein 2002 in dem Gedichtband Narrentürme erschienenes Gedicht Paul-Langen-Straße, welches den Untertitel Ich lasse mich nicht knechten! Paul Langen (1893–1945) trägt und Impressionen aus Holzlar mit biographischen Fragmenten aus Langens Leben vermischt.
Im Rahmen des Geschichtswettbewerbes des Bundespräsidenten 2009 verfasste der Bonner Schüler Lukas Ahlborn eine Arbeit mit dem Titel Verehrter, verkannter und fast vergessener Held? Der Bonner Hauptlehrer Paul Langen, welche sich auf Originalquellen und Zeitzeugenberichte stützt und für die er als einer der Landessieger des Wettbewerbes ausgezeichnet wurde.

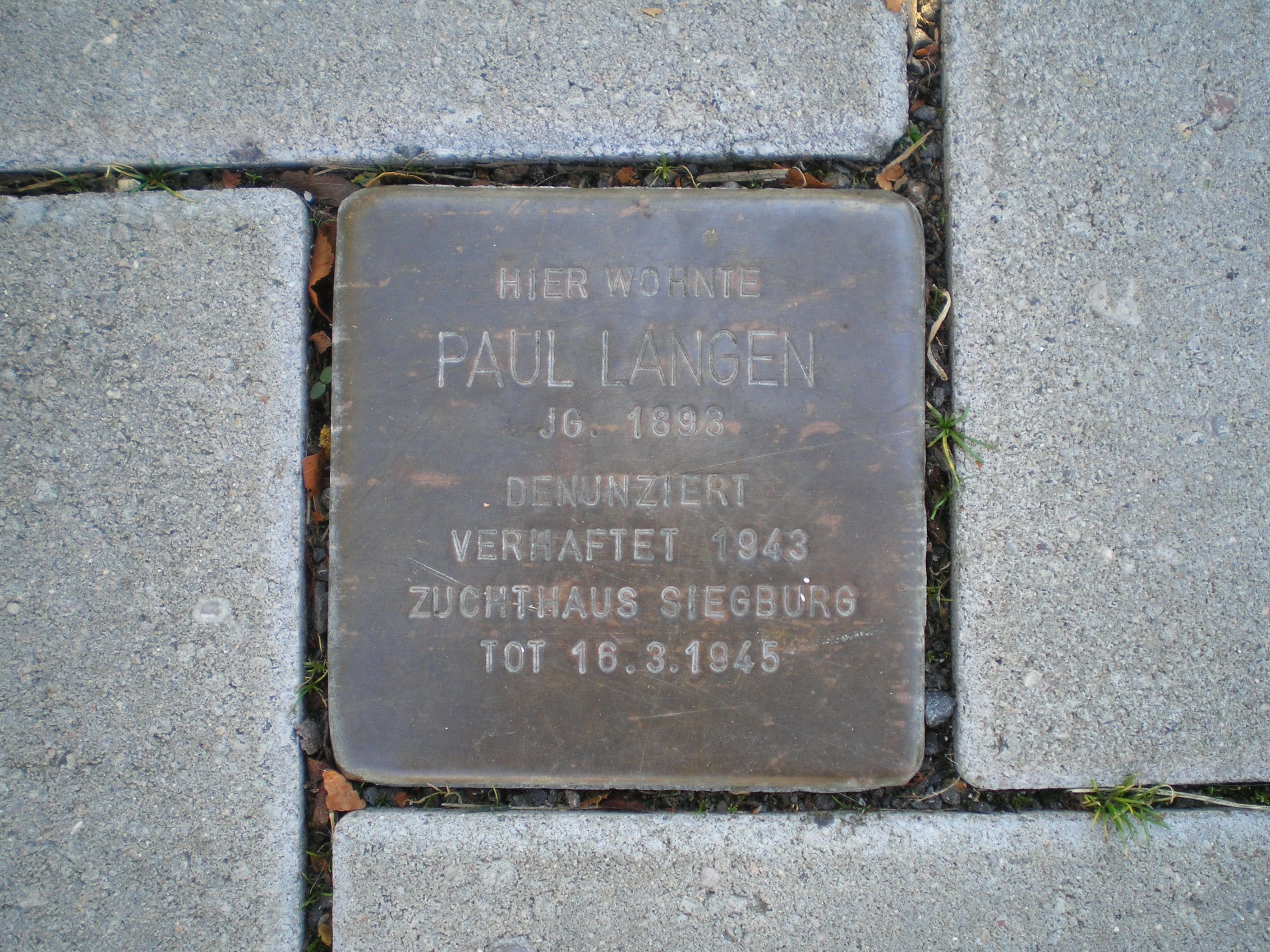
Stolperstein für Paul Langen vor der Holzlarer Grundschule

Im Jahr 2010 wurde ein von dem Künstler Gunter Demnig gestalteter Stolperstein für Paul Langen in den Gehweg vor der Katholischen Grundschule Holzlar, Langens ehemaligem Wirkungsort, eingelassen.
Zu einem Erinnerungsabend, bei dem unter anderem auch Paul Langens Tochter Sigrid Langen, der damalige Rektor der Grundschule Manfred Hoyer sowie verschiedene Lokalpolitiker anwesend waren, trafen sich ehemalige Schüler Langens im November 2009.